# Calcio ai Giochi della XVII Olimpiade - Qualificazioni
Le qualificazioni al torneo di calcio alla XVII Olimpiade furono disputate da 51 squadre (21 europee, 10 americane, 9 africane, 8 asiatiche e 3 mediorientali).
L'Italia, in quanto Paese ospitante, ottenne la qualificazione automatica al torneo. Ad essa, si sarebbero aggiunte 7 squadre dall'Europa, 3 dalle Americhe, 2 dall'Africa, 2 dall'Asia ed 1 dal Medio Oriente.

## Squadre qualificate
- Argentina
- Brasile
- Bulgaria
- Danimarca
- Francia
- India
- Italia
- Jugoslavia

- Perù
- Polonia
- Regno Unito
- Rep. Araba Unita
- Taiwan
- Tunisia
- Turchia
- Ungheria